# Gerard van Muiden
Gerard van Muiden (Gouda, 6 januari 1931 – Kufstein, 13 januari 1989) was een Nederlands politicus. Tussen 1977 en 1989 zat hij namens het Christen-Democratisch Appèl (CDA) in de Tweede Kamer der Staten-Generaal. Van Muiden was afkomstig uit de Christelijk-Historische Unie (CHU).

## Biografie
Van Muiden groeide op in Gouda en studeerde van 1948 tot 1953 Indisch recht aan de Rijksuniversiteit Utrecht. Vervolgens maakte hij als algemeen secretaris carrière in de besturen van de Christelijke Middenstandsbond (CMB) en het Nederlands Christelijk Ondernemersverbond (NCOV). Voor de CHU was hij lid van een commissie economische zaken.
In 1972 werd hij gekozen in de gemeenteraad van Nootdorp, waar hij later fractievoorzitter werd van de Protestants-Christelijke Groepering, een samenwerking tussen Anti-Revolutionaire Partij (ARP) en de CHU. Hij was ondertussen lid van de permanente programadviescommissie CDA en in 1977 werd Van Muiden gekozen in de Tweede Kamer. In het parlement deed hij zich gelden als vertegenwoordiger van de christelijke middenstanders. Hij was woordvoerder midden- en kleinbedrijf en hield zich verder bezig met financiën en sociale zaken. Van 1986 tot 1989 was hij ondervoorzitter van de vaste commissie voor het midden- en kleinbedrijf. Naast zijn parlementaire werk was hij voorzitter van de Bond van Christelijke Slagerspatroons en adviseur van het NCOV.
Gerard van Muiden overleed op 58-jarige leeftijd aan een hartinfarct tijdens een skivakantie in Oostenrijk. Hij was op dat moment nog lid van de Kamer.

## Persoonlijk
Van Muiden was twee keer getrouwd. Na het overlijden van zijn eerste vrouw in 1978 hertrouwde hij in 1980. Hij was vader van drie zoons en een dochter. Op 7 juni 1982 werd hij benoemd tot Ridder in de Orde van Oranje-Nassau. Hij behoorde tot de Nederlandse Hervormde Kerk.
- Biografisch Portaal: 10094769
- International Standard Name Identifier: 0000 0003 8711 4264
- Nederlandse Thesaurus van Auteursnamen: 067684416
- Parlement.com: vg09lli4zmzf
- Virtual International Authority File: 279987635
- WorldCat: E39PBJmhPHHyYmhXhryWvVQKBP